# لباس جذب

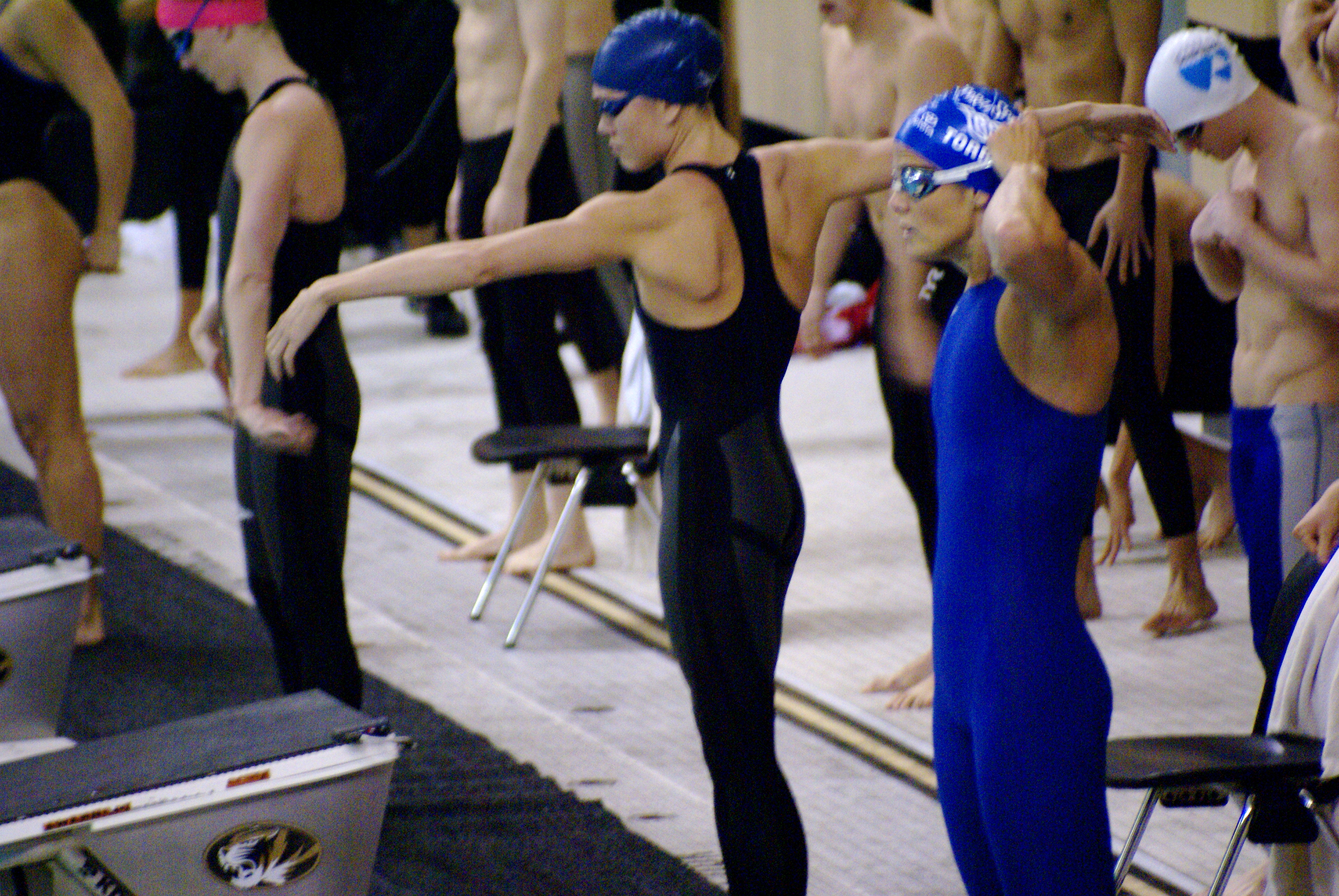
لباس‌های مختلف شناگران

لباسِ جذب (انگلیسی: Skin-tight garment) لباسی است که معمولاً با استفاده از نوعی پارچه کششی روی پوست نگه داشته می‌شود. پارچه‌های کشسان تجاری («الاستومریک») مانند اسپندکس یا الاستین (که به‌طور گسترده با نام "لایکراً شناخته می‌شود) در سال ۱۹۶۲ وارد بازار شد و بسیاری از زمینه‌های صنعت پوشاک را متحول کرد. طیف وسیعی از لباس‌ها ممکن است برای چسباندن به پوست ساخته شوند.

## انواع لباس جذب

### لباس ژیمناستیک
در سال ۱۸۸۶، نام «لباس ژیمناستیک» به یک لباس یک تکه چسبان به بدن داده شد که تنه را، از جمله کشاله ران (اما نه پاها و نه بازوها را) می‌پوشاند. این لباس به نام ژول لوتارد، آکروبات فرانسوی (۱۸۳۸–۱۸۷۰)، سال‌ها پس از مرگش، نامگذاری شد. در اوایل قرن بیستم، استفاده از لباس‌های ژیمناستیک عمدتاً به سیرک و نمایش‌های آکروباتیک محدود می‌شد، اما توسط رقصندگان حرفه‌ای، مانند دختران نمایش‌های برادوی نیز پوشیده می‌شد. لباس‌های ژیمناستیک روی صحنه معمولاً با جوراب شلواری یا جوراب ساق بلند پوشیده می‌شد.
در دهه ۱۹۵۰، لباس‌های ژیمناستیک سنتی همچنان عمدتاً توسط بازیگران صحنه و سیرک پوشیده می‌شدند، اما لباس‌های ژیمناستیک شروع به استفاده به عنوان لباس‌های ورزشی ساده و کاربردی، اغلب در محیط‌های نهادی مانند مدارس و در تمرینات تناسب اندام کردند. این لباس‌ها تقریباً همیشه سیاه رنگ بودند و با جوراب شلواری ضخیم پوشیده می‌شدند. بین سال‌های ۱۹۵۰ و ۱۹۷۰، لباس‌های ژیمناستیک از نظر ظاهری به همین شکل باقی ماندند تا اینکه در دهه ۱۹۷۰ تغییر سبک ایجاد شد، زمانی که لباس‌های ژیمناستیک رنگارنگ‌تر در صحنه ظاهر شدند، اغلب در باله و ورزش.

### لباس شنا
دهه‌های ۱۹۲۰ و ۱۹۳۰ شاهد تأثیر لباس‌های ژیمناستیک بر سبک‌های لباس شنا بود. لباس‌های شنای یک تکه زنانه امروزه هنوز از نظر ظاهری شبیه به لباس‌های ژیمناستیک هستند. رایج‌ترین نوع لباس شنای یک تکه، مایو یا لباس تنه است که شبیه به یک لباس ژیمناستیک بدون آستین یا بادی است. در سال‌های اولیه، لباس شنای یک تکه دارای دامن کوتاه یا شورت‌های میکرو بود که بیشتر دلایل رعایت عفت بود، اما به مرور در دهه ۱۹۴۰ شروع به ناپدید شدن کردند. یکی از نوآوری‌های اخیر در لباس‌های شنای یک تکه، بدی‌اسکین است که از نظر ظاهری شبیه به یونیتارد یا لباس غواصی است. اگرچه این لباس‌ها کل تنه، بازوها و پاها را می‌پوشانند، اما عملکرد آن‌ها عفت نیست، بلکه کاهش اصطکاک در آب برای شناگران حرفه‌ای است.

### جوراب بادی
جوراب بادی لباسی است یک تکه که به پوست چسبانده می‌شود که نیم تنه، پاها و گاهی اوقات بازوهای فرد پوشنده را می‌پوشاند. این یک لباس پایه یا کالایی از لباس زیر است که معمولاً از پارچه‌ای شفاف مشابه پارچه‌ای که برای جوراب‌های ساق بلند یا جوراب شلواری استفاده می‌شود. جوراب بادی با یونیتارد که به عنوان لباس پوشیده می‌شود و جوراب شلواری که به عنوان لباس تمرین یا لباس نمایش توسط آکروبات‌ها، ژیمناست‌ها و سایر اجراکنندگان مشابه استفاده می‌شود، متفاوت است. جوراب‌های بدن نما که برای آشکار شدن طراحی شده‌اند، اما نه چندان آشکار، ممکن است توسط هنرمندانی مانند رقصندگان شکم و رقصندگان عجیب و غریب به عنوان لباس زیر پوشیده شوند.
حداقل در دهه ۱۸۶۰ از جوراب‌های بدن نما روی صحنه استفاده می‌شد. در سال ۱۸۶۱، آدا آیزاکس منکن، هنرپیشه آمریکایی، به‌طور بحث‌برانگیزی یک جوراب بدن رنگی گوشتی روی صحنه پوشید تا عفت خود را حفظ کند و در قوانین فحاشی باقی بماند، در حالی که توهم برهنگی را ایجاد کرد.

### یونیتارد
یونیتارد نوعی لباس است که ویژگی‌های لباس ژیمناستیک را با ویژگی‌های جوراب شلواری ترکیب می‌کند و پاها را می‌پوشاند و گاهی تا بازوها امتداد می‌یابد. این در اصل یک لباس یک تکه است که هم لباس ژیمناستیک است و هم جوراب شلواری، اغلب شبیه به لباس بدن است اما برای استفاده روزمره به عنوان لباس بیرونی طراحی شده است.

### بادی
بادی تنه، کشاله ران، و گاهی پاها، دست‌ها و پاها را می‌پوشاند. سبک یک بادی پایه شبیه به یک لباس شنای یک تکه و یک لباس ژیمناستیک است، اگرچه مواد ممکن است متفاوت باشد، و یک بادی، بر خلاف یک لباس شنا یا لباس ژیمناستیک، دارای دکمه‌های فشار، قلاب یا چسب در کشاله ران است. یک بادی ممکن است دارای آستین و سبک‌های مختلف بند شانه و یقه باشد. بادی‌ها می‌توانند از تعدادی پارچه، از جمله پنبه، گیپور، نایلون و غیره ساخته شوند. به‌طور کلی، بادی‌های پارچه‌ای شامل الیاف قابل انعطاف مانند اسپندکس برای تناسب بهتر با شکل بدن هستند.
یک بادی معمولاً با شلوار یا دامن پوشیده می‌شود و در بیشتر موارد بالای لباس بالای کمر را نمایان می‌کند. قسمت بالاتنه ممکن است به عنوان یک تاپ برای خط صافی که می‌دهد عمل کند یا به این دلیل که نمی‌تواند از شلوار یا دامن جدا شود. آنها همچنین ممکن است به‌طور کلی توسط زنان به عنوان لباس زیر، لباس ورزشی یا لباس زیر پوشیده شوند. بر خلاف یک لباس ژیمناستیک، یک بادی معمولاً به عنوان یک نوع لباس ورزشی در نظر گرفته نمی‌شود. هدف از باز شدن در کشاله ران تسهیل دسترسی در هنگام رفتن به توالت است.

### جوراب شلواری و جوراب ساق بلند
جوراب‌های ساق بلند مدرن در دهه ۱۹۲۰ با افزایش خطوط دامن زنان محبوب شدند. آنها شفاف بودند، ابتدا از ابریشم یا ریون (سپس به عنوان «ابریشم مصنوعی» شناخته می‌شد) ساخته می‌شدند، و پس از سال ۱۹۴۰ از نایلون. جوراب‌های نایلونی در مقایسه با همتایان پنبه‌ای و ابریشمی خود ارزان، بادوام و شفاف بودند. این جوراب‌ها بسیار محبوب بودند و تقاضا برای آن‌ها ادامه داشت، اگرچه جای خود را به جوراب شلواری داد. در طول دهه ۱۹۶۰، فرآیندهای بهبود یافته تولید نساجی جوراب شلواری را ارزان‌تر کرد، در حالی که اسپندکس (یا الاستین) آنها را راحت‌تر و بادوام‌تر کرد، و دامن کوتاه جوراب شلواری را برای بسیاری از زنان ضروری کرد. محبوبیت جوراب شلواری در دهه‌های ۱۹۷۰ و ۱۹۸۰ به یک کالای ضروری در کمد لباس تبدیل شد. از سال ۱۹۹۵ به بعد، فروش جوراب شلواری به‌طور پیوسته کاهش یافت و در سال ۲۰۰۶ با فروش آمریکایی کمتر از نیمی از آنچه قبلاً بود، تثبیت شد.

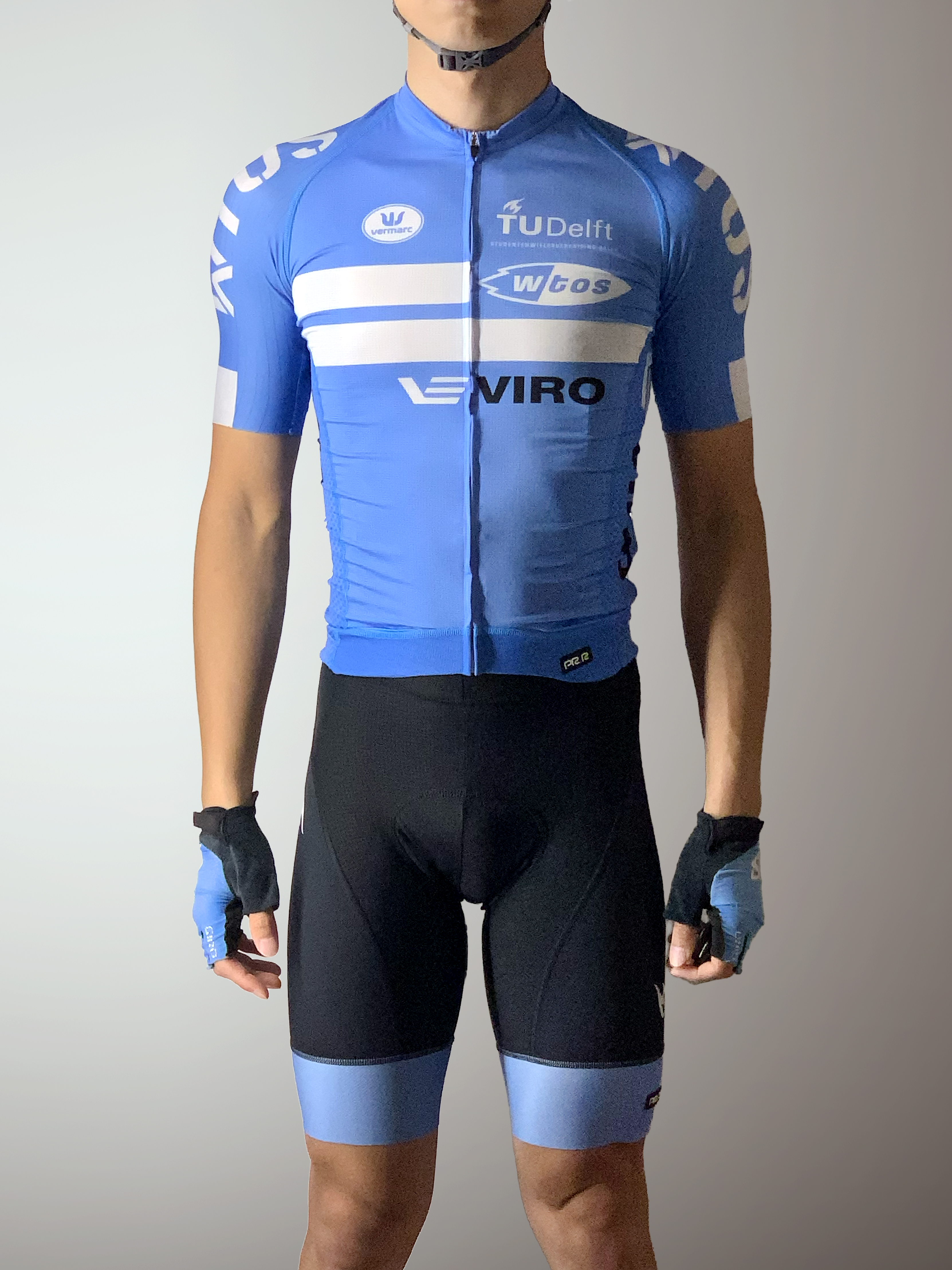
مواد الاستیک مورد استفاده در پارچه‌های لباس دوچرخه‌سواری تابستانی که شامل ژاکت، شورت و دستکش است.

### لباس ورزشی
مواد کشسان استفاده شده در پارچه‌های لباس تابستانی دوچرخه‌سواری شامل یک پیراهن، شورت‌های بنددار و دستکش است.
توسعه و استفاده از پارچه‌های کشسان ساخت لباس را ساده کرد. ابتدا در لباس‌های شنا و سوتین زنانه استفاده می‌شد، طراحان مد از اوایل دهه ۱۹۸۰ شروع به استفاده از آن‌ها کردند. آن‌ها در اوایل دهه ۱۹۹۰ وارد بازار اصلی شدند و اکنون به‌طور گسترده در لباس‌های ورزشی استفاده می‌شوند.
در زمینه‌های مختلف ورزشی و عملکردی، لباس‌های تنگ، که به عنوان لباس‌های تنگ نیز شناخته می‌شوند، طیف وسیعی از مزایا را ارائه می‌دهند، از جمله محافظت در برابر آسیب و جلوگیری از خراشیدگی، در عین حال پشتیبانی عضلانی بهبود یافته و کاهش لرزش عضلات را نیز فراهم می‌کنند. این لباس‌ها همچنین به کاهش اصطکاک و مقاومت باد کمک می‌کنند و آن‌ها را برای فعالیت‌هایی مانند شنا، دوچرخه‌سواری، اسکیت، اسکی و دویدن ایده‌آل می‌سازند. علاوه بر این، آن‌ها در برابر بریدگی، نیش حشرات و سایش محافظت می‌کنند و همچنین در برابر اثرات مضر اشعه ماوراء بنفش خورشید محافظت می‌کنند. این نوع لباس یک جزء کلیدی بسیاری از مجموعه‌های ورزشی است و یک راه حل جامع برای ورزشکارانی است که به دنبال بهینه‌سازی عملکرد و ایمنی خود هستند.

### سایر کاربردها
ممکن است پرسنل نظامی لباس‌های تنگ را در یونیفرم‌های خود گنجانده باشند، همان‌طور که یک سرباز کره شمالی که در یک نمایشگاه نظامی با لباس آبی تنگ دیده شد، نشان می‌دهد. با این حال، هدف از این لباس هنوز مشخص نیست.
لباس‌های تنگ همچنین با قلمرو فتیشیسم تلاقی می‌کنند. برخی از انواع لباس‌های فتیشیزه شده، مانند لباس‌های لاتکس و اسپندکس، طوری طراحی شده‌اند که بسیار تنگ باشند. برای افرادی که فتیش لاستیک یا اسپندکس دارند، این لباس‌ها جذابیت جنسی قوی دارند که ممکن است به سنساسیونی که روی پوست ایجاد می‌کنند، حساس‌تر شدن آن و در عین حال ایجاد حس برهنگی در عین پوشیدگی باشد.
در یک کاربرد عملی‌تر، لباس‌های فضانوردی تنگ برای فضانوردان با کمک به حفظ شکل ستون فقرات آن‌ها نقش مهمی ایفا می‌کنند. فشار مساوی که توسط لباس بر سطح پوست وارد می‌شود، از عضلات پشتیبانی می‌کند که برای فضانوردانی که مدت طولانی را در فضا می‌گذرانند ضروری است.